# Dąbrówka Lgocka
Dąbrówka Lgocka – część wsi Kolonia Lgota w Polsce, położona w województwie łódzkim, w powiecie radomszczańskim, w gminie Lgota Wielka.
W latach 1975–1998 miejscowość administracyjnie należała do województwa piotrkowskiego.
Dawniej samodzielna wieś w gminie Brudzice.